# Koura (Béréba)
Pour les articles homonymes, voir Koura.
Koura est une commune rurale située dans le département de Béréba de la province de Tuy dans la région des Hauts-Bassins au Burkina Faso.

## Géographie
Koura se trouve à 5 km à l'ouest de Ouakuy et à 11 km au nord-est de Béréba.

## Santé et éducation
Le centre de soins le plus proche de Koura est le centre de santé et de promotion sociale (CSPS) de Ouakuy.